# Françoise Tourmen
Françoise Tourmen, née à Paris le 8 mai 1954, est une réalisatrice de cinéma, monteuse et scénariste française.

## Filmographie

### Monteuse
- Une journée entière sans mentir (1995)
- Retour à Sarajevo (1996) de Philippe Grandrieux
- Sombre (1998) de Philippe Grandrieux
- Angèle (2002)
- La Vie nouvelle (film), (2002) de Philippe Grandrieux ... A New Life (International : English title)
- Déjeuner chez Wittgenstein (2004) (TV)
- Sauf le respect que je vous dois (2005) ... Burnt Out (UK : informal title)
- Un lac (2008) de Philippe Grandrieux
- L'homme inside de Karim Goury
- Made in Egypt de Karim Goury
- J'aime regarder les filles (2011)
- Elles (2012)

| 2014 - | L'Armée Du Salut (Monteur)    | de Abdellah Taïa                |
| 2016 - | Ni Juge, Ni Soumise (Monteur) | de Jean Libon et de Yves Hinant |

### Réalisation
- Angèle (2002)
- La guerre en dentelles (2010) (TV, série Strip-tease) avec Olivier Noyon et les 220 employés de l'usine Noyon-Dentelle.

### Scénario
- Angèle (2002)

## Distinctions
- Festival international du court-métrage de Clermont-Ferrand 2002 : Prix de la meilleure photographie pour Angèle[1]
- Festival Côté court de Pantin 2002 : Prix du GNCR[2]